# Ideopsis uluana
Ideopsis uluana är en fjärilsart som beskrevs av Talbot 1943. Ideopsis uluana ingår i släktet Ideopsis och familjen praktfjärilar. Inga underarter finns listade i Catalogue of Life.